# Manfred Hintermair

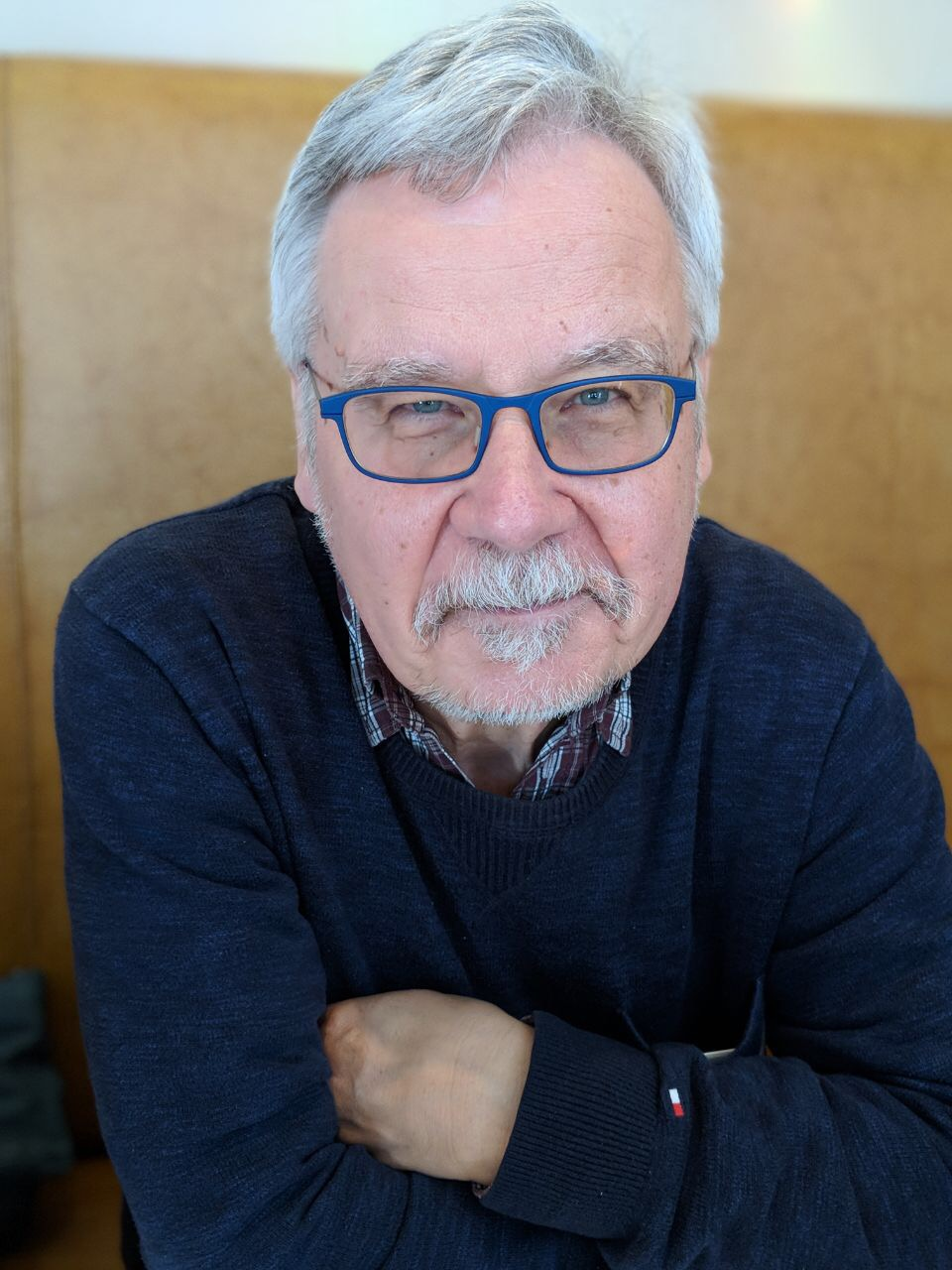
Manfred Hintermair (2018)

Manfred Hintermair (* 5. August 1953) ist ein deutscher Psychologe, dessen Fachbereich die Hörgeschädigtenpädagogik ist.

## Leben
Hintermair wuchs in München auf und ging dort zur Schule. Ab 1973 studierte er Psychologie an der Ludwig-Maximilians-Universität München (LMU) und schloss das Studium 1978 als Diplom-Psychologe ab. Im Anschluss war er ein Jahr lang als Psychologe am Integrationszentrum für Cerebralparesen tätig. Er promovierte im Jahr 1981 an der LMU und fokussierte sich seitdem auf die Förderung und Bildung hörgeschädigter Kinder. In diesem Zusammenhang arbeitete er von 1981 bis 1994 als Psychologe an der Bayerischen Landesschule für Gehörlose. Ab 1989 war er als Lehrbeauftragter für Psychologie am Lehrstuhl für Gehörlosen- und Schwerhörigenpädagogik an der LMU tätig. Im Jahr 1994 wurde er schließlich von der Pädagogischen Hochschule Heidelberg zum Professor für Psychologie und Diagnostik in der Fachrichtung Hörgeschädigtenpädagogik berufen, der einzigen Professur deutschlandweit in diesem Bereich. An der PH Heidelberg lehrte und forschte Hintermair bis zu seinem Ruhestand im Oktober 2016.

## Forschung
Hintermair befasst sich in seinen Forschungsarbeiten vor allem mit der psychosozialen Entwicklung hörgeschädigter Kinder und ihrer Förderung sowie mit der Rolle der Familie. Er vertritt dabei einen ressourcenorientierten Ansatz, bei dem unter Berücksichtigung der spezifischen Wahrnehmungsbedingungen und Bedürfnisse hörgeschädigter Kinder die Stärkung der Kinder und der Familie im Mittelpunkt steht. Weitere Arbeiten beschäftigen sich mit ethischen, inklusionspädagogischen, sozialen sowie identitätspsychologischen Fragestellungen im Kontext von Hörschädigung. Hintermair hat ca. 400 Publikationen veröffentlicht und hat einen h-Index von 26.

## Auszeichnungen
- 2018: Auszeichnung des Internationalen Kongresses für familienzentrierte Frühintervention für Kinder mit Schwerhörigkeit und Gehörlosigkeit (FCEI) für „seine langjährige Verdienste in Forschung und Praxis der Frühförderung hörgeschädigter Kinder“[5]

- 2019: Würdigung der Pädagogischen Hochschule Heidelberg für „seine langjährigen Verdienste in Forschung, Lehre und Praxis der Förderung hörgeschädigter Kinder“[3]

## Bibliographie (Auswahl)

### Bücher
- mit Ursula Horsch: Hörschädigung als kritisches Lebensereignis. Aspekte der Belastung und Bewältigung von Eltern hörgeschädigter Kinder. Groos, Heidelberg 1998, ISBN 3-87276-818-2.
- Identität im Kontext von Hörschädigung. Ein Beitrag zu einer struktur- und prozessorientierten Theoriediskussion. Median-Verlag, Heidelberg 1999, ISBN 3-922766-58-7.
- (Hrsg.): Ethik und Hörschädigung. Reflexionen über das Gelingen von Leben unter erschwerten Bedingungen in unsicheren Zeiten. Median-Verlag, Heidelberg 2006, ISBN 3-922766-90-0.
- mit Cornelia Tsirigotis (Hrsg.): Wege zu Empowerment und Ressourcenorientierung in der Zusammenarbeit mit hörgeschädigten Menschen. Median-Verlag, Heidelberg 2008, ISBN 978-3-922766-98-8.
- (Hrsg.): Inklusion und Hörschädigung. Diskurse über das Dazugehören und Ausgeschlossensein im Kontext besonderer Wahrnehmungsbedingungen. Median-Verlag, Heidelberg 2012, ISBN 978-3-941146-27-3.
- mit Harry Knoors und Marc Marschark: Gehörlose und schwerhörige Kinder unterrichten. Psychologische und entwicklungsbezogene Grundlagen. Median-Verlag, Heidelberg 2014, ISBN 978-3-941146-44-0.
- mit Klaus Sarimski: Entwicklung hörgeschädigter Kinder im Vorschulalter. Stand der Forschung, empirische Analysen und pädagogische Empfehlungen. Median-Verlag, Heidelberg 2016, ISBN 978-3-941146-65-5.
- mit Laura Avemarie (Hrsg.): Kinderarmut und Hörschädigung. Soziale, psychologische und pädagogische Herausforderungen. Median-Verlag, Heidelberg 2019, ISBN 978-3-941146-78-5.
- Hörgeschädigte Kinder und ihre Familien stärken. Erkenntnisse durch Erzählungen. Median-Verlag, Heidelberg 2021, ISBN 978-3-941146-81-5.
- mit Klaus Sarimski und Markus Lang: Familienorientierte Frühförderung von Kindern mit Behinderung. 2. Auflage. Reinhardt, München 2021, ISBN 978-3-497-03067-5.
- Den Menschen im Fokus – Impulse aus Randgebieten der Hörgeschädigtenpädagogik. Median-Verlag, Heidelberg 2023, ISBN 978-3-941146-87-7.

### Beiträge in Herausgeberbänden
- Gesellschaftliche Individualisierungstendenzen und ihre Bedeutung für Sozialisationsprozesse gehörloser Kinder. Was uns sozialwissenschaftliche Erkenntnisse über kommunikative Notwendigkeiten verraten. In: T. Kaul, C. Becker (Hrsg.): Gebärdensprache in Erziehung und Unterricht. Verlag hörgeschädigte kinder, Hamburg 1999, S. 69–93.
- Verhaltensauffälligkeiten bei hörgeschädigten Kindern und Jugendlichen. In: P. F. Schlottke, R. K. Silbereisen, S. Schneider, G. W. Lauth (Hrsg.): Enzyklopädie der Psychologie, Serie II; Klinische Psychologie, Band 6: Störungen im Kindes- und Jugendalter. Hogrefe, Göttingen 2005, S. 383–407.
- mit K.-B. Günther und J. Hennies: Trends and developments in deaf education in Germany. In: D. F. Moores, M. Miller (Hrsg.): Deaf people around the world: Educational, developmental, and social perspectives. Gallaudet University Press, Washington, DC 2009, S. 178–193.
- Salutogenetische und Empowerment-Konzepte in der Arbeit mit Kindern und Jugendlichen mit Behinderungen. In: Sachverständigenkommission des 13. Kinder- und Jugendberichts (Hrsg.): Materialien zum 13. Kinder- und Jugendbericht. DJI, München 2010, S. 155–191.
- Psychosocial development of deaf and hard of hearing children in the 21th century. Opportunities and challenges. In: M. Marschark, G. Tang, H. Knoors (Hrsg.): Bilingualism and bilingual deaf education. Oxford University Press, Oxford, NY 2014, S. 152–186.
- The role of language in deaf and hard of hearing children’s social-emotional development. In: M. Marschark, P. E. Spencer (Hrsg.): The Oxford handbook of deaf studies in language: Research, policy and practice. Oxford University Press, New York, NY 2016, S. 62–75.
- mit J. Hennies: Sprachentwicklung, Diagnostik und Förderung bei Kindern mit Hörschädigung. In: S. Sachse, A.-K. Bockmann, A. Buschmann (Hrsg.): Sprachentwicklung. Entwicklung – Diagnostik – Förderung im Kleinkind- und Vorschulalter. Springer, Heidelberg 2020, S. 415–434.
- Framing educational needs of deaf and hard of hearing infants and toddlers using the Developmental Systems Approach. In: M. Marschark, H. Knoors (Hrsg.): The Oxford handbook of deaf studies in cognition and learning. Oxford University Press, New York, NY 2020, S. 362–377.